# 名古屋市立志段味西小学校
名古屋市立志段味西小学校（なごやしりつ しだみにししょうがっこう）は、愛知県名古屋市守山区深沢にある公立小学校。

## 校区
- 深沢1・2丁目、平池東、青山台、泉が丘、吉根の一部、東禅寺の一部、桜坂1丁目の一部、下志段味4丁目の一部、花咲台1・2丁目、日の後の一部、百合が丘、大字下志段味(字下東禅寺の一部、字西島の一部、字深沢の一部)が校区であり、公立中学校の進学先は名古屋市立吉根中学校などである[1]。

## 沿革
志段味西小学校の創立は大正元年（1912年）である。これは志段尋常小学校と吉根尋常小学校を統合した年である。前身は名古屋市立志段味東小学校と同じ1873年（明治6年）に設置された時習学校である。
- 1873年（明治6年）5月 - 中志段味村に時習学校が開校する。
- 1881年（明治14年）11月 - 下志段味村に移転し、下志段味学校に改称する。
- 1887年（明治20年） - 尋常小学下志段味学校に改称する。
- 1889年（明治22年）10月1日 - 上志段味村、中志段味村、下志段味村、吉根村が合併し、志談村が発足。
- 1892年（明治25年）
  - 4月 - 下志段味尋常小学校に改称する。
  - 10月24日 - 旧・上志段味村が分立し、上志段味村が発足。
- 1893年（明治26年）
  - 4月 - 志段尋常小学校に改称する。
  - 7月10日 - 上志段尋常小学校を分離する。
- 1895年（明治28年）4月 - 大字吉根に吉根分教場を設置する。
- 1901年（明治34年）4月 - 吉根分教場が吉根尋常小学校として独立する。
- 1906年（明治39年）7月16日 - 上志段味村と志談村が合併し、志段味村が発足する。
- 1912年（大正元年）11月3日 - 志段味村の学校の再編により、志段尋常小学校の一部とと吉根尋常小学校を統合し、校区を再編。志段味西尋常小学校となる。
- 1941年（昭和16年）4月1日 - 志段味西国民学校に改称する。
- 1947年（昭和22年）4月1日 - 志段味村立志段味西小学校に改称する。
- 1954年（昭和29年）6月1日 - 守山町に志段味村が編入され市制施行。守山市となる。同時に守山市立志段味西小学校に改称する。
- 1963年（昭和38年）2月15日 - 守山市が名古屋市に編入される。同時に名古屋市立志段味西小学校に改称する。
- 1975年（昭和50年）4月 - 名古屋市立二城小学校を分離する。
- 1979年（昭和54年）3月 - 新体育館が完成する。
- 2007年（平成19年）4月 - 名古屋市立吉根小学校を分離する。
- 2011年（平成23年）11月2日 - 創立100周年記念式典を行う。
- 2012年（平成24年）4月 - 名古屋市立下志段味小学校を分離する。

## 交通アクセス
- ゆとりーとライン「志段味西小学校」バス停より徒歩すぐ。